# 雷句誠
雷句誠（1974年8月23日—），本名河田誠，出生於岐阜縣岐阜市，日本漫畫家。1991年以出道作品《BIRD MAN》入選まんがカレッジ。高中畢業後赴東京都擔任藤田和日郎的助手6年。2001年1月於《週刊少年Sunday》開始連載《魔法少年賈修》。

2006年（第7屆）漫畫博覽會的雷句誠簽名

## 人物

### 從小學館移籍到講談社
按日本現行的漫畫期刊連載慣例，漫畫家交付原稿給出版社製版，出版社在完成製版後應將原稿歸還漫畫家。但由於小學館遺失《魔法少年賈修》原稿，無法將《魔法少年賈修》原稿歸還雷句誠，又打算以低價金額作為補償，導致雷句誠的不滿，因此開始了與小學館間的賠償官司，並造成雷句誠與小學館訣別。新的作品改於講談社連載。

### 講談社時期
2008年12月30日在自己的部落格上表示「新作將於講談社上發表」。2009年在講談社剛創立的漫畫雜誌『別冊少年Magazine』上開始連載《奇想之國》。
2013年，《奇想之國》獲得講談社漫畫獎兒童部門大獎。
2016年，在講談社的『週刊少年Magazine』上開始連載《VECTOR BALL》。可是在2017年『週刊少年Magazine』17號上無預告的刊載了《VECTOR BALL》最終話。

### 成立公司
2018年5月，因為過去與小學館和講談社責任編輯的糾紛，不想再受到這種限制的雷句誠成立了自己的漫畫製作、電子出版公司「BIRGDIN BOARD」，並擔任董事職務。
2022年3月，開始在自家的BIRGDIN BOARD電子出版連載《魔法少年賈修》的續篇《魔法少年賈修2》。

## 作品

### 連載
- ニュータウン・ヒーローズ - 『週刊少年Sunday超』（1999年3月号 - 2000年8月号）
- 魔法少年賈修  - 『週刊少年Sunday』(2001年6號 - 2008年4・5合併號，全33卷)
- 奇想之國 - 『别冊少年Magazine』（2009年創刊號 - 2013年12月號，全14卷）
- VECTOR BALL - 『週刊少年Magazine』（2016年22・23合併號 -  2017年16號，全5卷）
- 魔法少年賈修2  - (2022年3月號 -       )

### 短篇
- 雷句誠短篇集 玄米之劍 (2003年, 全1卷)

## 外部連結
- 雷句誠の今日このごろ。/ウェブリブログ - 雷句誠官方部落格。
- 雷句誠的X（前Twitter）